# Мод Барджер-Воллек
Мод Барджер-Воллек (англ. Maud Barger-Wallach; 15 червня 1870 — 2 квітня 1959) — колишня американська тенісистка.
Перемагала на турнірах Великого шолома в одиночному розряді.

## Фінали турнірів Великого шолома

### Одиночний розряд: 3 (1–2)
| Результат | Рік  | Турнір                           | Покриття | Суперниця             | Рахунок       |
| --------- | ---- | -------------------------------- | -------- | --------------------- | ------------- |
| Поразка   | 1906 | Відкритий чемпіонат США з тенісу | Трава    | Гелен Гоманс          | 4–6, 3–6      |
| Перемога  | 1908 | U.S. National Championships      | Трава    | Евелін Сірс           | 6–3, 1–6, 6–3 |
| Поразка   | 1909 | U.S. National Championships      | Трава    | Гейзел Гочкіс-Вайтмен | 0–6, 1–6      |

### Парний розряд:1 поразка
| Результат | Рік  | Турнір                           | Покриття | Партнерка              | Суперниці              | Рахунок       |
| --------- | ---- | -------------------------------- | -------- | ---------------------- | ---------------------- | ------------- |
| Поразка   | 1912 | Відкритий чемпіонат США з тенісу | Трава    | Mrs. Frederick Schmitz | Мері Браун Дороті Ґрін | 2–6, 7–5, 0–6 |